# Famille Anoa'i
La famille Anoaʻi est une famille de lutteurs professionnels originaires des Samoa américaines. Les membres de la famille ont constitué plusieurs équipes et écuries au sein de diverses fédérations, notamment la WWE. Les membres célèbres de la famille incluent Roman Reigns et les WWE Hall of Famers Rikishi, Yokozuna et les Wild Samoans (en) (Afa et Sika). Parmi les autres membres notables figurent The Usos (Jey Uso et Jimmy Uso), Umaga, Rosey, Jacob Fatu et Solo Sikoa, entre autres.
Le révérend Amituanaʻi Anoaʻi et Peter Maivia (en) étaient des frères de sang, une connexion qui s'est poursuivie avec les fils d'Amituanaʻi, Afa et Sika, qui considèrent Peter comme leur oncle. Peter a épousé Ofelia "Lia" Fuataga, qui avait déjà une fille nommée Ata, qu'il a adoptée et élevée comme la sienne. Ata a épousé le lutteur Rocky Johnson, et le couple est devenu les parents de Dwayne Johnson, qui a lutté sous le nom de Rocky Maivia et The Rock avant de s'établir comme acteur. Sa fille Simone Johnson performe à la WWE sous le nom d'Ava. Le cousin germain de Peter, Joseph Fanene, était le père de Savelina Fanene, connue à la WWE sous le nom de Nia Jax. Trinity Fatu, connue à la WWE sous le nom de Naomi, s'est mariée dans la famille en épousant Jimmy Uso. Jimmy Snuka est lié par alliance, ayant été marié à Sharon, la nièce de Peter Maivia. Les enfants de Jimmy, Sarona Snuka, connue sous le nom de Tamina, et Jimmy Snuka Jr, connu sous le nom de Deuce ou Sim Snuka, ont tous deux lutté pour la WWE. Dwayne Johnson considère Tonga ʻUliʻuli, connu dans la lutte sous le nom de Haku, son oncle. Les fils des Tonga, Alipate, connu sous le nom de Tama Tonga, Tevita, connue sous le nom de Tanga Loa et Tautuiaki, connu sous le nom de Hikuleo, et leur cousin Simi, connu sous le nom de Bad Luck Fale, ont tous lutté pour la New Japan Pro-Wrestling.

## Arbre généalogique
|                      |                      |                      |                      |                      |                      |  |  |                                         |                                         |                                         |                                         |                                         |                                         |  |  |                           |                           |                           |                           |                           |                           |  |  |                                      |                                      |                                      |                                      |                                      |                                      |  |  |                                                   |                                                   |                                                   |                                                   |                                                   |                                                   |  |  |                                          |                                          | Tovaleomanaia Amituanaʻi (Leoso Ripley) (1920–1988) | Tovaleomanaia Amituanaʻi (Leoso Ripley) (1920–1988) | Tovaleomanaia Amituanaʻi (Leoso Ripley) (1920–1988) | Tovaleomanaia Amituanaʻi (Leoso Ripley) (1920–1988) | Tovaleomanaia Amituanaʻi (Leoso Ripley) (1920–1988) | Tovaleomanaia Amituanaʻi (Leoso Ripley) (1920–1988) |             |             | Amituanaʻi Anoaʻi (1914–1994) | Amituanaʻi Anoaʻi (1914–1994) | Amituanaʻi Anoaʻi (1914–1994)              | Amituanaʻi Anoaʻi (1914–1994)              | Amituanaʻi Anoaʻi (1914–1994)              | Amituanaʻi Anoaʻi (1914–1994)              |                                            |                                            |                                   |                                   |                                   |                                   |  |  |                                             |                                             |                                             |                                             |                                             |                                             |  |  |                      |                      |                      |                      |                      |                      |                                |                                |                                |                                |                                |                                |                           |                           |                |                |                       |                       |                       |                       |                       |                       |  |  |                  |                  | Fanene Anderson (Peter Maivia) (1937–1982) | Fanene Anderson (Peter Maivia) (1937–1982) | Fanene Anderson (Peter Maivia) (1937–1982) | Fanene Anderson (Peter Maivia) (1937–1982) | Fanene Anderson (Peter Maivia) (1937–1982) | Fanene Anderson (Peter Maivia) (1937–1982) |                       |                       | Ofelia Fuataga (1927–2008)                   | Ofelia Fuataga (1927–2008)                   | Ofelia Fuataga (1927–2008)                   | Ofelia Fuataga (1927–2008)                   | Ofelia Fuataga (1927–2008)                   | Ofelia Fuataga (1927–2008)                   |                                          |                                          |                                          |                                          |                                          |                                          |                           |                           |                           |                           |                           |                           |                      |                      |             |             |             |             |             |             |  |  |  |  |
|                      |                      |                      |                      |                      |                      |  |  |                                         |                                         |                                         |                                         |                                         |                                         |  |  |                           |                           |                           |                           |                           |                           |  |  |                                      |                                      |                                      |                                      |                                      |                                      |  |  |                                                   |                                                   |                                                   |                                                   |                                                   |                                                   |  |  |                                          |                                          | Tovaleomanaia Amituanaʻi (Leoso Ripley) (1920–1988) | Tovaleomanaia Amituanaʻi (Leoso Ripley) (1920–1988) | Tovaleomanaia Amituanaʻi (Leoso Ripley) (1920–1988) | Tovaleomanaia Amituanaʻi (Leoso Ripley) (1920–1988) | Tovaleomanaia Amituanaʻi (Leoso Ripley) (1920–1988) | Tovaleomanaia Amituanaʻi (Leoso Ripley) (1920–1988) |             |             | Amituanaʻi Anoaʻi (1914–1994) | Amituanaʻi Anoaʻi (1914–1994) | Amituanaʻi Anoaʻi (1914–1994)              | Amituanaʻi Anoaʻi (1914–1994)              | Amituanaʻi Anoaʻi (1914–1994)              | Amituanaʻi Anoaʻi (1914–1994)              |                                            |                                            |                                   |                                   |                                   |                                   |  |  |                                             |                                             |                                             |                                             |                                             |                                             |  |  |                      |                      |                      |                      |                      |                      |                                |                                |                                |                                |                                |                                |                           |                           |                |                |                       |                       |                       |                       |                       |                       |  |  |                  |                  | Fanene Anderson (Peter Maivia) (1937–1982) | Fanene Anderson (Peter Maivia) (1937–1982) | Fanene Anderson (Peter Maivia) (1937–1982) | Fanene Anderson (Peter Maivia) (1937–1982) | Fanene Anderson (Peter Maivia) (1937–1982) | Fanene Anderson (Peter Maivia) (1937–1982) |                       |                       | Ofelia Fuataga (1927–2008)                   | Ofelia Fuataga (1927–2008)                   | Ofelia Fuataga (1927–2008)                   | Ofelia Fuataga (1927–2008)                   | Ofelia Fuataga (1927–2008)                   | Ofelia Fuataga (1927–2008)                   |                                          |                                          |                                          |                                          |                                          |                                          |                           |                           |                           |                           |                           |                           |                      |                      |             |             |             |             |             |             |  |  |  |  |
|                      |                      |                      |                      |                      |                      |  |  |                                         |                                         |                                         |                                         |                                         |                                         |  |  |                           |                           |                           |                           |                           |                           |  |  |                                      |                                      |                                      |                                      |                                      |                                      |  |  |                                                   |                                                   |                                                   |                                                   |                                                   |                                                   |  |  |                                          |                                          |                                                     |                                                     |                                                     |                                                     |                                                     |                                                     |             |             |                               |                               |                                            |                                            |                                            |                                            |                                            |                                            |                                   |                                   |                                   |                                   |  |  |                                             |                                             |                                             |                                             |                                             |                                             |  |  |                      |                      |                      |                      |                      |                      |                                |                                |                                |                                |                                |                                |                           |                           |                |                |                       |                       |                       |                       |                       |                       |  |  |                  |                  |                                            |                                            |                                            |                                            |                                            |                                            |                       |                       |                                              |                                              |                                              |                                              |                                              |                                              |                                          |                                          |                                          |                                          |                                          |                                          |                           |                           |                           |                           |                           |                           |                      |                      |             |             |             |             |             |             |  |  |  |  |
|                      |                      |                      |                      |                      |                      |  |  |                                         |                                         |                                         |                                         |                                         |                                         |  |  |                           |                           |                           |                           |                           |                           |  |  |                                      |                                      |                                      |                                      |                                      |                                      |  |  |                                                   |                                                   |                                                   |                                                   |                                                   |                                                   |  |  |                                          |                                          |                                                     |                                                     |                                                     |                                                     |                                                     |                                                     |             |             |                               |                               |                                            |                                            |                                            |                                            |                                            |                                            |                                   |                                   |                                   |                                   |  |  |                                             |                                             |                                             |                                             |                                             |                                             |  |  |                      |                      |                      |                      |                      |                      |                                |                                |                                |                                |                                |                                |                           |                           |                |                |                       |                       |                       |                       |                       |                       |  |  |                  |                  |                                            |                                            |                                            |                                            |                                            |                                            |                       |                       |                                              |                                              |                                              |                                              |                                              |                                              |                                          |                                          |                                          |                                          |                                          |                                          |                           |                           |                           |                           |                           |                           |                      |                      |             |             |             |             |             |             |  |  |  |  |
| Lynn Anoaʻi          | Lynn Anoaʻi          | Lynn Anoaʻi          | Lynn Anoaʻi          | Lynn Anoaʻi          | Lynn Anoaʻi          |  |  | Afa Anoaʻi Sr. (Afa Anoaʻi) (1942-2024) | Afa Anoaʻi Sr. (Afa Anoaʻi) (1942-2024) | Afa Anoaʻi Sr. (Afa Anoaʻi) (1942-2024) | Afa Anoaʻi Sr. (Afa Anoaʻi) (1942-2024) | Afa Anoaʻi Sr. (Afa Anoaʻi) (1942-2024) | Afa Anoaʻi Sr. (Afa Anoaʻi) (1942-2024) |  |  | Tumua Anoaʻi              | Tumua Anoaʻi              | Tumua Anoaʻi              | Tumua Anoaʻi              | Tumua Anoaʻi              | Tumua Anoaʻi              |  |  | Afoa Anoa'i                          | Afoa Anoa'i                          | Afoa Anoa'i                          | Afoa Anoa'i                          | Afoa Anoa'i                          | Afoa Anoa'i                          |  |  | Leati Anoaʻi Amituanaʻi (Sika Anoaʻi) (1945-2024) | Leati Anoaʻi Amituanaʻi (Sika Anoaʻi) (1945-2024) | Leati Anoaʻi Amituanaʻi (Sika Anoaʻi) (1945-2024) | Leati Anoaʻi Amituanaʻi (Sika Anoaʻi) (1945-2024) | Leati Anoaʻi Amituanaʻi (Sika Anoaʻi) (1945-2024) | Leati Anoaʻi Amituanaʻi (Sika Anoaʻi) (1945-2024) |  |  | Lisa Anoaʻi Sr.                          | Lisa Anoaʻi Sr.                          | Lisa Anoaʻi Sr.                                     | Lisa Anoaʻi Sr.                                     | Lisa Anoaʻi Sr.                                     | Lisa Anoaʻi Sr.                                     |                                                     |                                                     | Sipa Anoaʻi | Sipa Anoaʻi | Sipa Anoaʻi                   | Sipa Anoaʻi                   | Sipa Anoaʻi                                | Sipa Anoaʻi                                |                                            |                                            | Elevera Anoaʻi (Vera) (1947–2008)          | Elevera Anoaʻi (Vera) (1947–2008)          | Elevera Anoaʻi (Vera) (1947–2008) | Elevera Anoaʻi (Vera) (1947–2008) | Elevera Anoaʻi (Vera) (1947–2008) | Elevera Anoaʻi (Vera) (1947–2008) |  |  | Iʻaulualo Folau Solofa Fatu Sr. (1945–2020) | Iʻaulualo Folau Solofa Fatu Sr. (1945–2020) | Iʻaulualo Folau Solofa Fatu Sr. (1945–2020) | Iʻaulualo Folau Solofa Fatu Sr. (1945–2020) | Iʻaulualo Folau Solofa Fatu Sr. (1945–2020) | Iʻaulualo Folau Solofa Fatu Sr. (1945–2020) |  |  |                      |                      |                      |                      |                      |                      |                                |                                |                                |                                |                                |                                |                           |                           |                |                |                       |                       |                       |                       |                       |                       |  |  |                  |                  | Toa Maivia                                 | Toa Maivia                                 | Toa Maivia                                 | Toa Maivia                                 | Toa Maivia                                 | Toa Maivia                                 |                       |                       | Mataniufeagaimaleata Fitisemanu (Ata Maivia) | Mataniufeagaimaleata Fitisemanu (Ata Maivia) | Mataniufeagaimaleata Fitisemanu (Ata Maivia) | Mataniufeagaimaleata Fitisemanu (Ata Maivia) | Mataniufeagaimaleata Fitisemanu (Ata Maivia) | Mataniufeagaimaleata Fitisemanu (Ata Maivia) |                                          |                                          |                                          |                                          |                                          |                                          | Rocky Johnson (1944–2020) | Rocky Johnson (1944–2020) | Rocky Johnson (1944–2020) | Rocky Johnson (1944–2020) | Rocky Johnson (1944–2020) | Rocky Johnson (1944–2020) |                      |                      |             |             |             |             |             |             |  |  |  |  |
| Lynn Anoaʻi          | Lynn Anoaʻi          | Lynn Anoaʻi          | Lynn Anoaʻi          | Lynn Anoaʻi          | Lynn Anoaʻi          |  |  | Afa Anoaʻi Sr. (Afa Anoaʻi) (1942-2024) | Afa Anoaʻi Sr. (Afa Anoaʻi) (1942-2024) | Afa Anoaʻi Sr. (Afa Anoaʻi) (1942-2024) | Afa Anoaʻi Sr. (Afa Anoaʻi) (1942-2024) | Afa Anoaʻi Sr. (Afa Anoaʻi) (1942-2024) | Afa Anoaʻi Sr. (Afa Anoaʻi) (1942-2024) |  |  | Tumua Anoaʻi              | Tumua Anoaʻi              | Tumua Anoaʻi              | Tumua Anoaʻi              | Tumua Anoaʻi              | Tumua Anoaʻi              |  |  | Afoa Anoa'i                          | Afoa Anoa'i                          | Afoa Anoa'i                          | Afoa Anoa'i                          | Afoa Anoa'i                          | Afoa Anoa'i                          |  |  | Leati Anoaʻi Amituanaʻi (Sika Anoaʻi) (1945-2024) | Leati Anoaʻi Amituanaʻi (Sika Anoaʻi) (1945-2024) | Leati Anoaʻi Amituanaʻi (Sika Anoaʻi) (1945-2024) | Leati Anoaʻi Amituanaʻi (Sika Anoaʻi) (1945-2024) | Leati Anoaʻi Amituanaʻi (Sika Anoaʻi) (1945-2024) | Leati Anoaʻi Amituanaʻi (Sika Anoaʻi) (1945-2024) |  |  | Lisa Anoaʻi Sr.                          | Lisa Anoaʻi Sr.                          | Lisa Anoaʻi Sr.                                     | Lisa Anoaʻi Sr.                                     | Lisa Anoaʻi Sr.                                     | Lisa Anoaʻi Sr.                                     |                                                     |                                                     | Sipa Anoaʻi | Sipa Anoaʻi | Sipa Anoaʻi                   | Sipa Anoaʻi                   | Sipa Anoaʻi                                | Sipa Anoaʻi                                |                                            |                                            | Elevera Anoaʻi (Vera) (1947–2008)          | Elevera Anoaʻi (Vera) (1947–2008)          | Elevera Anoaʻi (Vera) (1947–2008) | Elevera Anoaʻi (Vera) (1947–2008) | Elevera Anoaʻi (Vera) (1947–2008) | Elevera Anoaʻi (Vera) (1947–2008) |  |  | Iʻaulualo Folau Solofa Fatu Sr. (1945–2020) | Iʻaulualo Folau Solofa Fatu Sr. (1945–2020) | Iʻaulualo Folau Solofa Fatu Sr. (1945–2020) | Iʻaulualo Folau Solofa Fatu Sr. (1945–2020) | Iʻaulualo Folau Solofa Fatu Sr. (1945–2020) | Iʻaulualo Folau Solofa Fatu Sr. (1945–2020) |  |  |                      |                      |                      |                      |                      |                      |                                |                                |                                |                                |                                |                                |                           |                           |                |                |                       |                       |                       |                       |                       |                       |  |  |                  |                  | Toa Maivia                                 | Toa Maivia                                 | Toa Maivia                                 | Toa Maivia                                 | Toa Maivia                                 | Toa Maivia                                 |                       |                       | Mataniufeagaimaleata Fitisemanu (Ata Maivia) | Mataniufeagaimaleata Fitisemanu (Ata Maivia) | Mataniufeagaimaleata Fitisemanu (Ata Maivia) | Mataniufeagaimaleata Fitisemanu (Ata Maivia) | Mataniufeagaimaleata Fitisemanu (Ata Maivia) | Mataniufeagaimaleata Fitisemanu (Ata Maivia) |                                          |                                          |                                          |                                          |                                          |                                          | Rocky Johnson (1944–2020) | Rocky Johnson (1944–2020) | Rocky Johnson (1944–2020) | Rocky Johnson (1944–2020) | Rocky Johnson (1944–2020) | Rocky Johnson (1944–2020) |                      |                      |             |             |             |             |             |             |  |  |  |  |
|                      |                      |                      |                      |                      |                      |  |  |                                         |                                         |                                         |                                         |                                         |                                         |  |  |                           |                           |                           |                           |                           |                           |  |  |                                      |                                      |                                      |                                      |                                      |                                      |  |  |                                                   |                                                   |                                                   |                                                   |                                                   |                                                   |  |  |                                          |                                          |                                                     |                                                     |                                                     |                                                     |                                                     |                                                     |             |             |                               |                               |                                            |                                            |                                            |                                            |                                            |                                            |                                   |                                   |                                   |                                   |  |  |                                             |                                             |                                             |                                             |                                             |                                             |  |  |                      |                      |                      |                      |                      |                      |                                |                                |                                |                                |                                |                                |                           |                           |                |                |                       |                       |                       |                       |                       |                       |  |  |                  |                  |                                            |                                            |                                            |                                            |                                            |                                            |                       |                       |                                              |                                              |                                              |                                              |                                              |                                              |                                          |                                          |                                          |                                          |                                          |                                          |                           |                           |                           |                           |                           |                           |                      |                      |             |             |             |             |             |             |  |  |  |  |
|                      |                      |                      |                      |                      |                      |  |  |                                         |                                         |                                         |                                         |                                         |                                         |  |  |                           |                           |                           |                           |                           |                           |  |  |                                      |                                      |                                      |                                      |                                      |                                      |  |  |                                                   |                                                   |                                                   |                                                   |                                                   |                                                   |  |  |                                          |                                          |                                                     |                                                     |                                                     |                                                     |                                                     |                                                     |             |             |                               |                               |                                            |                                            |                                            |                                            |                                            |                                            |                                   |                                   |                                   |                                   |  |  |                                             |                                             |                                             |                                             |                                             |                                             |  |  |                      |                      |                      |                      |                      |                      |                                |                                |                                |                                |                                |                                |                           |                           |                |                |                       |                       |                       |                       |                       |                       |  |  |                  |                  |                                            |                                            |                                            |                                            |                                            |                                            |                       |                       |                                              |                                              |                                              |                                              |                                              |                                              |                                          |                                          |                                          |                                          |                                          |                                          |                           |                           |                           |                           |                           |                           |                      |                      |             |             |             |             |             |             |  |  |  |  |
|                      |                      |                      |                      |                      |                      |  |  |                                         |                                         |                                         |                                         |                                         |                                         |  |  | Reno Anoaʻi (Black Pearl) | Reno Anoaʻi (Black Pearl) | Reno Anoaʻi (Black Pearl) | Reno Anoaʻi (Black Pearl) | Reno Anoaʻi (Black Pearl) | Reno Anoaʻi (Black Pearl) |  |  | Rodney Anoaʻi (Yokozuna) (1966–2000) | Rodney Anoaʻi (Yokozuna) (1966–2000) | Rodney Anoaʻi (Yokozuna) (1966–2000) | Rodney Anoaʻi (Yokozuna) (1966–2000) | Rodney Anoaʻi (Yokozuna) (1966–2000) | Rodney Anoaʻi (Yokozuna) (1966–2000) |  |  | Matthew Anoaʻi (Rosey) (1970–2017)                | Matthew Anoaʻi (Rosey) (1970–2017)                | Matthew Anoaʻi (Rosey) (1970–2017)                | Matthew Anoaʻi (Rosey) (1970–2017)                | Matthew Anoaʻi (Rosey) (1970–2017)                | Matthew Anoaʻi (Rosey) (1970–2017)                |  |  | Leati Joseph "Joe" Anoaʻi (Roman Reigns) | Leati Joseph "Joe" Anoaʻi (Roman Reigns) | Leati Joseph "Joe" Anoaʻi (Roman Reigns)            | Leati Joseph "Joe" Anoaʻi (Roman Reigns)            | Leati Joseph "Joe" Anoaʻi (Roman Reigns)            | Leati Joseph "Joe" Anoaʻi (Roman Reigns)            |                                                     |                                                     |             |             |                               |                               | Samuel Fatu (Samoan Savage/Tonga Kid/Tama) | Samuel Fatu (Samoan Savage/Tonga Kid/Tama) | Samuel Fatu (Samoan Savage/Tonga Kid/Tama) | Samuel Fatu (Samoan Savage/Tonga Kid/Tama) | Samuel Fatu (Samoan Savage/Tonga Kid/Tama) | Samuel Fatu (Samoan Savage/Tonga Kid/Tama) |                                   |                                   |                                   |                                   |  |  | Edward Fatu (Umaga/Jamal) (1973–2009)       | Edward Fatu (Umaga/Jamal) (1973–2009)       | Edward Fatu (Umaga/Jamal) (1973–2009)       | Edward Fatu (Umaga/Jamal) (1973–2009)       | Edward Fatu (Umaga/Jamal) (1973–2009)       | Edward Fatu (Umaga/Jamal) (1973–2009)       |  |  |                      |                      |                      |                      |                      |                      | Solofa Fatu Jr. (Rikishi/Fatu) | Solofa Fatu Jr. (Rikishi/Fatu) | Solofa Fatu Jr. (Rikishi/Fatu) | Solofa Fatu Jr. (Rikishi/Fatu) | Solofa Fatu Jr. (Rikishi/Fatu) | Solofa Fatu Jr. (Rikishi/Fatu) |                           |                           | Talisua Fuavai | Talisua Fuavai | Talisua Fuavai        | Talisua Fuavai        | Talisua Fuavai        | Talisua Fuavai        |                       |                       |  |  |                  |                  |                                            |                                            |                                            |                                            |                                            |                                            |                       |                       |                                              |                                              |                                              |                                              |                                              |                                              | Dwayne Johnson (Rocky Maivia/The Rock)   | Dwayne Johnson (Rocky Maivia/The Rock)   | Dwayne Johnson (Rocky Maivia/The Rock)   | Dwayne Johnson (Rocky Maivia/The Rock)   | Dwayne Johnson (Rocky Maivia/The Rock)   | Dwayne Johnson (Rocky Maivia/The Rock)   |                           |                           |                           |                           |                           |                           |                      |                      | Dany Garcia | Dany Garcia | Dany Garcia | Dany Garcia | Dany Garcia | Dany Garcia |  |  |  |  |
|                      |                      |                      |                      |                      |                      |  |  |                                         |                                         |                                         |                                         |                                         |                                         |  |  | Reno Anoaʻi (Black Pearl) | Reno Anoaʻi (Black Pearl) | Reno Anoaʻi (Black Pearl) | Reno Anoaʻi (Black Pearl) | Reno Anoaʻi (Black Pearl) | Reno Anoaʻi (Black Pearl) |  |  | Rodney Anoaʻi (Yokozuna) (1966–2000) | Rodney Anoaʻi (Yokozuna) (1966–2000) | Rodney Anoaʻi (Yokozuna) (1966–2000) | Rodney Anoaʻi (Yokozuna) (1966–2000) | Rodney Anoaʻi (Yokozuna) (1966–2000) | Rodney Anoaʻi (Yokozuna) (1966–2000) |  |  | Matthew Anoaʻi (Rosey) (1970–2017)                | Matthew Anoaʻi (Rosey) (1970–2017)                | Matthew Anoaʻi (Rosey) (1970–2017)                | Matthew Anoaʻi (Rosey) (1970–2017)                | Matthew Anoaʻi (Rosey) (1970–2017)                | Matthew Anoaʻi (Rosey) (1970–2017)                |  |  | Leati Joseph "Joe" Anoaʻi (Roman Reigns) | Leati Joseph "Joe" Anoaʻi (Roman Reigns) | Leati Joseph "Joe" Anoaʻi (Roman Reigns)            | Leati Joseph "Joe" Anoaʻi (Roman Reigns)            | Leati Joseph "Joe" Anoaʻi (Roman Reigns)            | Leati Joseph "Joe" Anoaʻi (Roman Reigns)            |                                                     |                                                     |             |             |                               |                               | Samuel Fatu (Samoan Savage/Tonga Kid/Tama) | Samuel Fatu (Samoan Savage/Tonga Kid/Tama) | Samuel Fatu (Samoan Savage/Tonga Kid/Tama) | Samuel Fatu (Samoan Savage/Tonga Kid/Tama) | Samuel Fatu (Samoan Savage/Tonga Kid/Tama) | Samuel Fatu (Samoan Savage/Tonga Kid/Tama) |                                   |                                   |                                   |                                   |  |  | Edward Fatu (Umaga/Jamal) (1973–2009)       | Edward Fatu (Umaga/Jamal) (1973–2009)       | Edward Fatu (Umaga/Jamal) (1973–2009)       | Edward Fatu (Umaga/Jamal) (1973–2009)       | Edward Fatu (Umaga/Jamal) (1973–2009)       | Edward Fatu (Umaga/Jamal) (1973–2009)       |  |  |                      |                      |                      |                      |                      |                      | Solofa Fatu Jr. (Rikishi/Fatu) | Solofa Fatu Jr. (Rikishi/Fatu) | Solofa Fatu Jr. (Rikishi/Fatu) | Solofa Fatu Jr. (Rikishi/Fatu) | Solofa Fatu Jr. (Rikishi/Fatu) | Solofa Fatu Jr. (Rikishi/Fatu) |                           |                           | Talisua Fuavai | Talisua Fuavai | Talisua Fuavai        | Talisua Fuavai        | Talisua Fuavai        | Talisua Fuavai        |                       |                       |  |  |                  |                  |                                            |                                            |                                            |                                            |                                            |                                            |                       |                       |                                              |                                              |                                              |                                              |                                              |                                              | Dwayne Johnson (Rocky Maivia/The Rock)   | Dwayne Johnson (Rocky Maivia/The Rock)   | Dwayne Johnson (Rocky Maivia/The Rock)   | Dwayne Johnson (Rocky Maivia/The Rock)   | Dwayne Johnson (Rocky Maivia/The Rock)   | Dwayne Johnson (Rocky Maivia/The Rock)   |                           |                           |                           |                           |                           |                           |                      |                      | Dany Garcia | Dany Garcia | Dany Garcia | Dany Garcia | Dany Garcia | Dany Garcia |  |  |  |  |
|                      |                      |                      |                      |                      |                      |  |  |                                         |                                         |                                         |                                         |                                         |                                         |  |  |                           |                           |                           |                           |                           |                           |  |  |                                      |                                      |                                      |                                      |                                      |                                      |  |  |                                                   |                                                   |                                                   |                                                   |                                                   |                                                   |  |  |                                          |                                          |                                                     |                                                     |                                                     |                                                     |                                                     |                                                     |             |             |                               |                               |                                            |                                            |                                            |                                            |                                            |                                            |                                   |                                   |                                   |                                   |  |  |                                             |                                             |                                             |                                             |                                             |                                             |  |  |                      |                      |                      |                      |                      |                      |                                |                                |                                |                                |                                |                                |                           |                           |                |                |                       |                       |                       |                       |                       |                       |  |  |                  |                  |                                            |                                            |                                            |                                            |                                            |                                            |                       |                       |                                              |                                              |                                              |                                              |                                              |                                              |                                          |                                          |                                          |                                          |                                          |                                          |                           |                           |                           |                           |                           |                           |                      |                      |             |             |             |             |             |             |  |  |  |  |
|                      |                      |                      |                      |                      |                      |  |  |                                         |                                         |                                         |                                         |                                         |                                         |  |  |                           |                           |                           |                           |                           |                           |  |  |                                      |                                      |                                      |                                      |                                      |                                      |  |  |                                                   |                                                   |                                                   |                                                   |                                                   |                                                   |  |  |                                          |                                          |                                                     |                                                     |                                                     |                                                     |                                                     |                                                     |             |             |                               |                               |                                            |                                            |                                            |                                            |                                            |                                            |                                   |                                   |                                   |                                   |  |  |                                             |                                             |                                             |                                             |                                             |                                             |  |  |                      |                      |                      |                      |                      |                      |                                |                                |                                |                                |                                |                                |                           |                           |                |                |                       |                       |                       |                       |                       |                       |  |  |                  |                  |                                            |                                            |                                            |                                            |                                            |                                            |                       |                       |                                              |                                              |                                              |                                              |                                              |                                              |                                          |                                          |                                          |                                          |                                          |                                          |                           |                           |                           |                           |                           |                           |                      |                      |             |             |             |             |             |             |  |  |  |  |
| Samula Anoaʻi (Samu) | Samula Anoaʻi (Samu) | Samula Anoaʻi (Samu) | Samula Anoaʻi (Samu) | Samula Anoaʻi (Samu) | Samula Anoaʻi (Samu) |  |  | Afa Anoaʻi Jr. (Manu)                   | Afa Anoaʻi Jr. (Manu)                   | Afa Anoaʻi Jr. (Manu)                   | Afa Anoaʻi Jr. (Manu)                   | Afa Anoaʻi Jr. (Manu)                   | Afa Anoaʻi Jr. (Manu)                   |  |  | Bernadette Anoaʻi-Shroyer | Bernadette Anoaʻi-Shroyer | Bernadette Anoaʻi-Shroyer | Bernadette Anoaʻi-Shroyer | Bernadette Anoaʻi-Shroyer | Bernadette Anoaʻi-Shroyer |  |  | Lloyd Anoaʻi (L.A. Smooth)           | Lloyd Anoaʻi (L.A. Smooth)           | Lloyd Anoaʻi (L.A. Smooth)           | Lloyd Anoaʻi (L.A. Smooth)           | Lloyd Anoaʻi (L.A. Smooth)           | Lloyd Anoaʻi (L.A. Smooth)           |  |  | Monica Anoaʻi                                     | Monica Anoaʻi                                     | Monica Anoaʻi                                     | Monica Anoaʻi                                     | Monica Anoaʻi                                     | Monica Anoaʻi                                     |  |  | Gary Albright (1963–2000)                | Gary Albright (1963–2000)                | Gary Albright (1963–2000)                           | Gary Albright (1963–2000)                           | Gary Albright (1963–2000)                           | Gary Albright (1963–2000)                           |                                                     |                                                     | Jacob Fatu  | Jacob Fatu  | Jacob Fatu                    | Jacob Fatu                    | Jacob Fatu                                 | Jacob Fatu                                 |                                            |                                            | Journey Fatu                               | Journey Fatu                               | Journey Fatu                      | Journey Fatu                      | Journey Fatu                      | Journey Fatu                      |  |  | Isayah Fatu (Zilla Fatu)                    | Isayah Fatu (Zilla Fatu)                    | Isayah Fatu (Zilla Fatu)                    | Isayah Fatu (Zilla Fatu)                    | Isayah Fatu (Zilla Fatu)                    | Isayah Fatu (Zilla Fatu)                    |  |  | Trinity Fatu (Naomi) | Trinity Fatu (Naomi) | Trinity Fatu (Naomi) | Trinity Fatu (Naomi) | Trinity Fatu (Naomi) | Trinity Fatu (Naomi) |                                |                                | Jonathan Fatu (Jimmy Uso)      | Jonathan Fatu (Jimmy Uso)      | Jonathan Fatu (Jimmy Uso)      | Jonathan Fatu (Jimmy Uso)      | Jonathan Fatu (Jimmy Uso) | Jonathan Fatu (Jimmy Uso) |                |                | Joshua Fatu (Jey Uso) | Joshua Fatu (Jey Uso) | Joshua Fatu (Jey Uso) | Joshua Fatu (Jey Uso) | Joshua Fatu (Jey Uso) | Joshua Fatu (Jey Uso) |  |  | Thavana Monalisa | Thavana Monalisa | Thavana Monalisa                           | Thavana Monalisa                           | Thavana Monalisa                           | Thavana Monalisa                           |                                            |                                            | Jeremiah Peniata Fatu | Jeremiah Peniata Fatu | Jeremiah Peniata Fatu                        | Jeremiah Peniata Fatu                        | Jeremiah Peniata Fatu                        | Jeremiah Peniata Fatu                        |                                              |                                              | Joseph Yokozuna "Sefa" Fatu (Solo Sikoa) | Joseph Yokozuna "Sefa" Fatu (Solo Sikoa) | Joseph Yokozuna "Sefa" Fatu (Solo Sikoa) | Joseph Yokozuna "Sefa" Fatu (Solo Sikoa) | Joseph Yokozuna "Sefa" Fatu (Solo Sikoa) | Joseph Yokozuna "Sefa" Fatu (Solo Sikoa) |                           |                           | Simone Johnson (Ava)      | Simone Johnson (Ava)      | Simone Johnson (Ava)      | Simone Johnson (Ava)      | Simone Johnson (Ava) | Simone Johnson (Ava) |             |             |             |             |             |             |  |  |  |  |
| Samula Anoaʻi (Samu) | Samula Anoaʻi (Samu) | Samula Anoaʻi (Samu) | Samula Anoaʻi (Samu) | Samula Anoaʻi (Samu) | Samula Anoaʻi (Samu) |  |  | Afa Anoaʻi Jr. (Manu)                   | Afa Anoaʻi Jr. (Manu)                   | Afa Anoaʻi Jr. (Manu)                   | Afa Anoaʻi Jr. (Manu)                   | Afa Anoaʻi Jr. (Manu)                   | Afa Anoaʻi Jr. (Manu)                   |  |  | Bernadette Anoaʻi-Shroyer | Bernadette Anoaʻi-Shroyer | Bernadette Anoaʻi-Shroyer | Bernadette Anoaʻi-Shroyer | Bernadette Anoaʻi-Shroyer | Bernadette Anoaʻi-Shroyer |  |  | Lloyd Anoaʻi (L.A. Smooth)           | Lloyd Anoaʻi (L.A. Smooth)           | Lloyd Anoaʻi (L.A. Smooth)           | Lloyd Anoaʻi (L.A. Smooth)           | Lloyd Anoaʻi (L.A. Smooth)           | Lloyd Anoaʻi (L.A. Smooth)           |  |  | Monica Anoaʻi                                     | Monica Anoaʻi                                     | Monica Anoaʻi                                     | Monica Anoaʻi                                     | Monica Anoaʻi                                     | Monica Anoaʻi                                     |  |  | Gary Albright (1963–2000)                | Gary Albright (1963–2000)                | Gary Albright (1963–2000)                           | Gary Albright (1963–2000)                           | Gary Albright (1963–2000)                           | Gary Albright (1963–2000)                           |                                                     |                                                     | Jacob Fatu  | Jacob Fatu  | Jacob Fatu                    | Jacob Fatu                    | Jacob Fatu                                 | Jacob Fatu                                 |                                            |                                            | Journey Fatu                               | Journey Fatu                               | Journey Fatu                      | Journey Fatu                      | Journey Fatu                      | Journey Fatu                      |  |  | Isayah Fatu (Zilla Fatu)                    | Isayah Fatu (Zilla Fatu)                    | Isayah Fatu (Zilla Fatu)                    | Isayah Fatu (Zilla Fatu)                    | Isayah Fatu (Zilla Fatu)                    | Isayah Fatu (Zilla Fatu)                    |  |  | Trinity Fatu (Naomi) | Trinity Fatu (Naomi) | Trinity Fatu (Naomi) | Trinity Fatu (Naomi) | Trinity Fatu (Naomi) | Trinity Fatu (Naomi) |                                |                                | Jonathan Fatu (Jimmy Uso)      | Jonathan Fatu (Jimmy Uso)      | Jonathan Fatu (Jimmy Uso)      | Jonathan Fatu (Jimmy Uso)      | Jonathan Fatu (Jimmy Uso) | Jonathan Fatu (Jimmy Uso) |                |                | Joshua Fatu (Jey Uso) | Joshua Fatu (Jey Uso) | Joshua Fatu (Jey Uso) | Joshua Fatu (Jey Uso) | Joshua Fatu (Jey Uso) | Joshua Fatu (Jey Uso) |  |  | Thavana Monalisa | Thavana Monalisa | Thavana Monalisa                           | Thavana Monalisa                           | Thavana Monalisa                           | Thavana Monalisa                           |                                            |                                            | Jeremiah Peniata Fatu | Jeremiah Peniata Fatu | Jeremiah Peniata Fatu                        | Jeremiah Peniata Fatu                        | Jeremiah Peniata Fatu                        | Jeremiah Peniata Fatu                        |                                              |                                              | Joseph Yokozuna "Sefa" Fatu (Solo Sikoa) | Joseph Yokozuna "Sefa" Fatu (Solo Sikoa) | Joseph Yokozuna "Sefa" Fatu (Solo Sikoa) | Joseph Yokozuna "Sefa" Fatu (Solo Sikoa) | Joseph Yokozuna "Sefa" Fatu (Solo Sikoa) | Joseph Yokozuna "Sefa" Fatu (Solo Sikoa) |                           |                           | Simone Johnson (Ava)      | Simone Johnson (Ava)      | Simone Johnson (Ava)      | Simone Johnson (Ava)      | Simone Johnson (Ava) | Simone Johnson (Ava) |             |             |             |             |             |             |  |  |  |  |
|                      |                      |                      |                      |                      |                      |  |  |                                         |                                         |                                         |                                         |                                         |                                         |  |  |                           |                           |                           |                           |                           |                           |  |  |                                      |                                      |                                      |                                      |                                      |                                      |  |  |                                                   |                                                   |                                                   |                                                   |                                                   |                                                   |  |  |                                          |                                          |                                                     |                                                     |                                                     |                                                     |                                                     |                                                     |             |             |                               |                               |                                            |                                            |                                            |                                            |                                            |                                            |                                   |                                   |                                   |                                   |  |  |                                             |                                             |                                             |                                             |                                             |                                             |  |  |                      |                      |                      |                      |                      |                      |                                |                                |                                |                                |                                |                                |                           |                           |                |                |                       |                       |                       |                       |                       |                       |  |  |                  |                  |                                            |                                            |                                            |                                            |                                            |                                            |                       |                       |                                              |                                              |                                              |                                              |                                              |                                              |                                          |                                          |                                          |                                          |                                          |                                          |                           |                           |                           |                           |                           |                           |                      |                      |             |             |             |             |             |             |  |  |  |  |
| Lance Anoaʻi         |                      |                      |                      |                      |                      |  |  |                                         |                                         |                                         |                                         |                                         |                                         |  |  |                           |                           |                           |                           |                           |                           |  |  |                                      |                                      |                                      |                                      |                                      |                                      |  |  |                                                   |                                                   |                                                   |                                                   |                                                   |                                                   |  |  |                                          |                                          |                                                     |                                                     |                                                     |                                                     |                                                     |                                                     |             |             |                               |                               |                                            |                                            |                                            |                                            |                                            |                                            |                                   |                                   |                                   |                                   |  |  |                                             |                                             |                                             |                                             |                                             |                                             |  |  |                      |                      |                      |                      |                      |                      |                                |                                |                                |                                |                                |                                |                           |                           |                |                |                       |                       |                       |                       |                       |                       |  |  |                  |                  |                                            |                                            |                                            |                                            |                                            |                                            |                       |                       |                                              |                                              |                                              |                                              |                                              |                                              |                                          |                                          |                                          |                                          |                                          |                                          |                           |                           |                           |                           |                           |                           |                      |                      |             |             |             |             |             |             |  |  |  |  |

## Autres membres
Peter Maivia Jr., fils de Peter Maivia, a lutté pour la NWA Polynesian Pro Wrestling (en),. Le cascadeur hollywoodien Tanoai Reed (en) (connu sous le nom de Toa dans American Gladiators) est le petit-neveu de l'épouse de Peter, Lia Maivia,, tandis que la catcheuse professionnelle Lina Fanene (Nia Jax) est la cousine germaine de Dwayne Johnson une fois éloignée. Ricky Johnson, le frère de Rocky Johnson, était également un catcheur professionnel.
La fille de Dwayne Johnson, Simone, joue dans la marque de développement de la WWE, NXT sous le nom d'Ava (en) (abrégé de son précédent nom de ring, Ava Raine). Elle est la directrice générale à l'écran de NXT,. La fille d'Afa Anoaʻi, Lynn Toval Anoaʻi (Vale Anoaʻi), est auteur et artiste. Le mari de Vale lutte pour la World Xtreme Wrestling (en) sous le nom de Vertigo "The Cure" Rivera.
Journey Fatu, fils de Sam Fatu, lutte principalement dans des deathmatchs,.
Isayah Fatu (Zilla Fatu), fils de feu Eddie "Umaga" Fatu, lutte dans Reality of Wrestling (en) de Booker T.
Jeremiah Peniata Fatu (Thamiko T. Fatu), fils de Rikishi et frère de Jey et Jimmy Uso et de Solo Sikoa, lutte sur le circuit indépendant.
Sean Maluta, le neveu d'Afa, a participé au tournoi Cruiserweight Classic de la WWE. Le neveu d'Afa, David Tua, est un boxeur professionnel.
Jimmy Snuka était membre de la famille Anoa'i depuis son mariage avec Sharon Ili. Leurs deux enfants, Jimmy Snuka, Jr. (autrement connu sous le nom de Deuce) et Tamina Snuka, lutteraient également pour la WWE.

## Tag teams et clans

### The Wild Samoans
Les Wild Samoans étaient composés des frères Afa et Sika, travaillant ensemble au sein de la National Wrestling Alliance (NWA) et plus tard de la World Wrestling Federation (WWF). Ils ont commencé leur carrière à la Stampede Wrestling de Calgary, Alberta, Canada en 1973, où ils ont remporté le championnat international par équipe du Stampede à deux reprises. Ils se sont ensuite rendus à Vancouver et y ont remporté les titres par équipe. En 1975, ils font leurs débuts aux États-Unis pour la Big Time Wrestling. Ils ont passé la majeure partie des années 1970 dans divers territoires de la National Wrestling Alliance (NWA).
Ce n'est qu'en 1979 qu'ils signent avec la WWF, faisant leurs débuts au Madison Square Garden le 21 janvier 1980 lors d'un match de championnat par équipe de la WWF contre Tito Santana et Ivan Putski, qui conservent leur titre. Ils ont remporté leur premier championnat par équipe à la WWF, en battant Santana et Putski le 12 avril 1980, maintenant un règne de cinq mois jusqu'à les perdre face à Bob Backlund et Pedro Morales. Cependant, comme Backlund était le meilleur champion de la WWF, le titre serait annulé et les Wild Samoans remporteraient un tournoi après avoir battu Tony Garea et René Goulet en finale. Après le WWF et l'AWA, ils partent catch sur le circuit indépendant de 1986 à 1991. En 1987 ils font quelques apparitions au sein de la National Wrestling Federation (NWF).
En 2007, les Wild Samoans ont été intronisés au WWE Hall of Fame par leurs enfants Samula et Matt Anoaʻi.

### 3-Minute Warning
À la WWE de 2002 à 2003, Matt Anoaʻi et Eddie Fatu (plus tard connu sous le nom d'Umaga) ont formé une équipe sous les noms de Rosey et Jamal, respectivement. L'équipe a agi en tant qu'exécutant pour le directeur général de la marque Raw, Eric Bischoff. Ils étaient habitués à écraser toute activité sur le ring que Bischoff jugeait "ennuyeuse". Bischoff indiquait souvent les entrées surprises de l'équipe en prononçant l'expression "trois minutes", faisant référence à l'équipe.

### Samoan Gangstas
Samoan Gangstas était une équipe composée de frères d'autres mères Matt E. Smalls et Sweet Sammy Silk (Matt et Samu Anoaʻi). Formé en 1997 dans la World Xtreme Wrestling, la promotion de la moitié des Wild Samoans, le père de Samu et l'oncle de Matt, Afa Anoaʻi. Le duo a trouvé le succès dans la division par équipe WXW, remportant son premier championnat par équipe WXW en battant Love Connection (Sweet Daddy Jay Love et Georgie Love). Cependant, ils ont été temporairement suspendus et le titre a été déclaré vacant. Ils reviennent à l'été 1997 et battent Siberian Express (The Mad Russian & Russian Eliminator) le 17 septembre pour remporter leur deuxième championnat WXW Tag Team.
Les Samoan Gangstas se sont disputés après leur séparation jusqu'à ce que Smalls quitte WXW et commence à lutter sous le nom de Kimo. Il a commencé à faire équipe avec Ekmo (Eddie Fatu) sous le nom de The Island Boyz et le duo a travaillé à la Frontier Martial-Arts Wrestling (FMW) avant de signer avec la WWE (alors WWF) travaillant dans leurs territoires de développement.

### The Usos
Les Usos sont une équipe composée des frères jumeaux Jey et Jimmy Uso (nés le 22 août 1985), qui travaillent actuellement pour la WWE sur la marque SmackDown. Jey et Jimmy sont trois fois champions par équipe de Raw (les deux premiers règnes, le titre s'appelait le WWE Tag Team Championship)[Quoi ?]. Ils sont également cinq fois champions par équipe de SmackDown, le cinquième étant le règne de titre le plus long, ainsi que le règne de championnat par équipe masculine le plus long de l'histoire de la WWE, dépassant la celui de The New Day, l'un de leurs rivaux directs. Avant leur arrivée sur la liste principale en juin 2010, les Usos étaient auparavant dirigés par Tamina Snuka à la Florida Championship Wrestling (FCW).

### The Bloodline
The Bloodline est un clan de catcheurs heel se produisant à la WWE. Le groupe est dirigé par Roman Reigns, qui est reconnu comme le champion universel incontesté de la WWE, car il détient simultanément les championnats de la WWE et universel. Dans le groupe se trouve également le cousin de Reigns, Solo Sikoa, qui est un ancien champion nord-américain de NXT. Les Usos (Jey et Jimmy Uso), qui détenaient auparavant le championnat incontesté par équipes de la WWE, ont quitté le groupe, bien que Jimmy l'ait rejoint par la suite. Paul Heyman, qui est le conseiller spécial de Reigns, est également membre du groupe.

## Pour approfondir